# Agni prasana
Agni prasana is een pranayama (ademhalingstechniek) in hatha yoga. Deze pranayama wordt in het Nederlands net als kapalabhati ook wel vuurademhaling genoemd. De laatste is echter afkomstig uit de kundalini yoga en wordt ook wel tot de kriya yoga gerekend. Pranayama's hebben in yoga een tweeledig nut: de toevoer van zuurstof naar de hersenen en het voorzien van het lichaam van prana, ofwel levensenergie.
Agni prasana wordt uitgevoerd vanuit de siddhasana, een van de kleermakerszits. De handpalmen liggen hierbij op de knieën en via de neusademhaling wordt de buik leeggemaakt. Hierbij wordt tussen de vijftien en dertig keer snel na elkaar in- en uitgeademd, terwijl de buik intrekt en uitzet. Deze pranayama zou de spijsvertering verbeteren en goed zijn als afslankmiddel.
volledige ademhaling · middenrifademhaling · flankademhaling · sleutelbeenademhaling · mondademhaling · neusademhaling

abhyantara bahya stambha vritti · activerende ademhaling · agni prasana · anuloma · anuloma viloma · bhastrika · brahmari · chandra bhedana · chatur mukhi · dirgha sukshma · kapalabhati · kevala kumbhaka · kumbhaka · murcha · nadi sodhana · ohm sahita rechaka · plavini · prachhardana · prana apana samyukta · pratiloma · sahita kumbhaka · sama vritti · samanu · sapta vyahrita · sargarbha sahita kumbhaka · sarva dwara baddha · sithali · sitkari · stambha vritti · sukha purvaka · suksama shwasa prashwasa · surya bhedana · tri bandha kumbhaka · ujjayi · vaya viya kumbhaka · viloma · visama vritti